# Walther von Aach
Walther Aach, ab 1625 von Aach, auch Walter von Aach, war ein deutscher Jurist, der von Kaiser Ferdinand II. unter Verleihung eines Wappens in den Adelsstand erhoben wurde.

## Leben
Er war ein promovierter Jurist, der als Syndikus und Prokurator am Reichskammergericht tätig war. Als kurfürstlich-bayerischer Rat und Hofkanzler wirkte Walther Aach ab 1622 in München. In dieser Zeit erreichte er die Erhebung in den Adelsstand. Diese fand am 15. Juli 1625 statt. Danach war er Kanzleidirektor und bis 1629 Regierungsmitglied in der Kurpfalz.

## Familie
Er hatte zwei Söhne: Jacob Adam und Philipp Christoph.